# Luigi Cartei

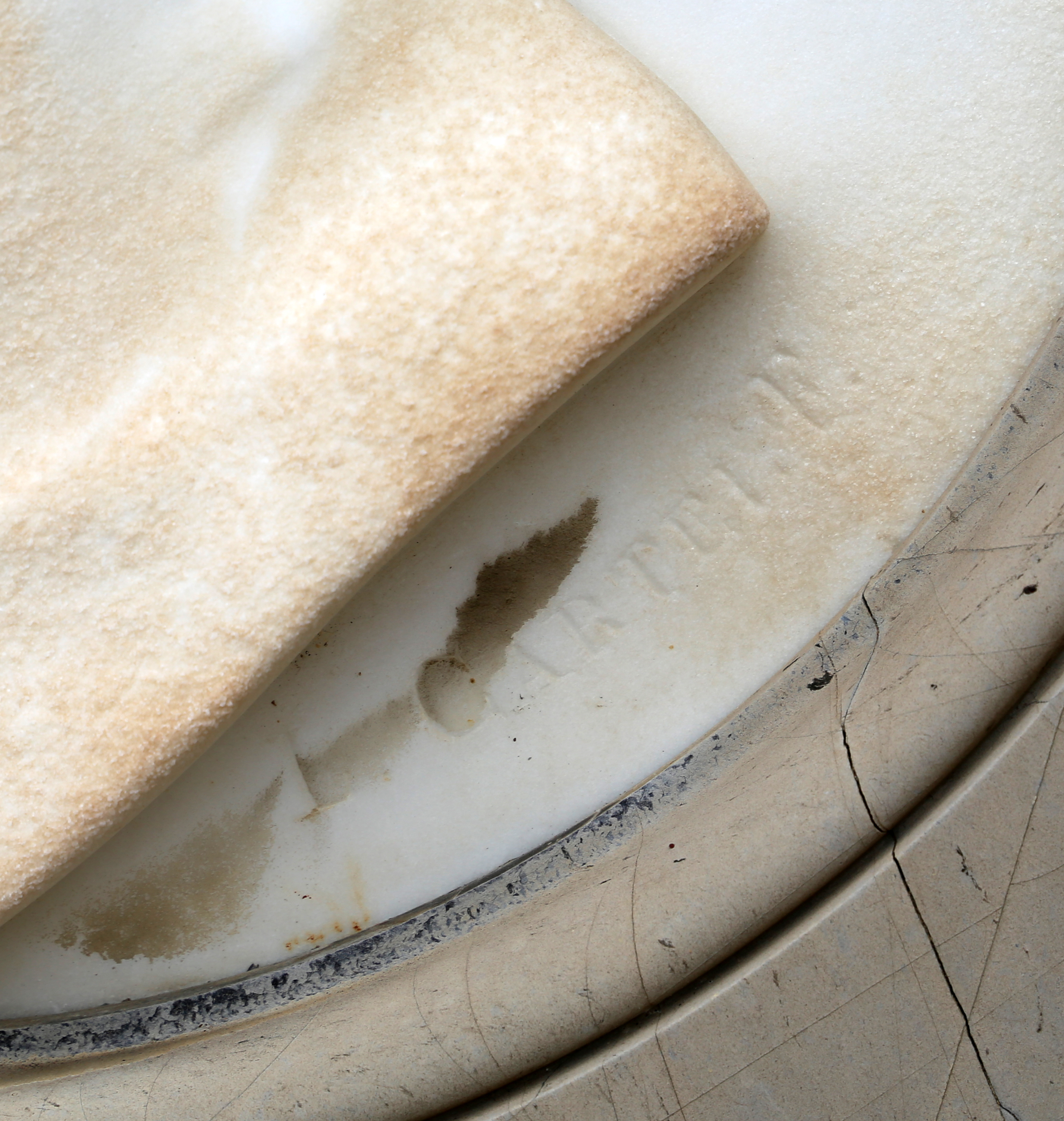
Firma

Luigi Cartei (Firenze, 22 settembre 1822 – Firenze, 1891) è stato uno scultore italiano, allievo di Lorenzo Bartolini.

## Biografia
Luigi Cartei operò nella cerchia fiorentina di Giovanni Duprè. Fu eletto Accademico nel 1877 dall'Accademia delle Arti del Disegno di Firenze

## Opere
- Loggiato della Galleria degli Uffizi, Firenze: statua dedicata a Francesco Guicciardini del 1847 (prima fu presentato un progetto realizzato in gesso nel 1844, poi dopo l’approvazione fu realizzata l’opera in marmo nel 1847).
- Pietà, bassorilievo in terracotta, 1859, nella lunetta sul portale di San Giuseppino a Firenze
- Statua di Francesco di Marco Datini, gesso (Esposizione Artistica Industriale di Prato, 1880)
- Busto di Giovanni Domenico Mensini, duomo di Grosseto
- Tomba di Ferdinando Zannetti, cimitero di Trespiano